# Wayne Thomas
Robert Wayne Thomas, född 9 oktober 1947 i Ottawa, Ontario, död 16 juli 2025 i Falmouth, Massachusetts, var en kanadensisk professionell ishockeymålvakt som tillbringade åtta säsonger i den nordamerikanska ishockeyligan National Hockey League (NHL), där han spelade för Montreal Canadiens, Toronto Maple Leafs och New York Rangers. Han släppte in i genomsnitt 3,34 mål per match och hade tio nollor (match utan insläppt mål) på 243 grundspelsmatcher.
Thomas spelade också för Voyageurs de Montréal, Nova Scotia Voyageurs och New Haven Nighthawks i American Hockey League (AHL) och Wisconsin Badgers i National Collegiate Athletic Association (NCAA).
Han blev aldrig NHL-draftad.
Thomas avlade en kandidatexamen i idrott och hälsa vid University of Wisconsin samtidigt som han spelade för Wisconsin Badgers.
Efter den aktiva spelarkarriären arbetade Thomas för New York Rangers, Salt Lake Golden Eagles, Chicago Blackhawks, Peoria Rivermen, St. Louis Blues, San Jose Sharks, Kentucky Thoroughblades, Cleveland Barons och Worcester Sharks.